# Вярвель
Вярве́ль (рос. Вярвель, ерз. Вярьвель) — присілок у складі Ковилкінського району Мордовії, Росія. Входить до складу Токмовського сільського поселення.
Населення — 89 осіб 2010; 131 у 2002).
Національний склад станом на 2002 рік:
- росіяни — 87 %